# スーザン・ローマン
スーザン・ローマン（Susan Roman、1957年4月17日 - ）は、カナダの女優、声優。アルバータ州エドモントン出身。

## 来歴
10代で演技の世界に飛び込み現在はもっぱら声優中心だが、出世作は意外にも1977年製作のデヴィッド・クローネンバーグの『ラビッド』だった。その後いくつかの映画に出演したのち、声優をやるきっかけとなったのが『ヘビーメタル』というアニメで、以後声優に身を投じ1983年の『ロックン・ルール』から『セーラームーン』の英語吹き替えまでコンスタントに続けている。

## 出演作品

### テレビアニメ
- X-メン（カリスト）
- スーパーマリオ3
- タンタンの冒険（スノーウィ／ミルゥ）
- 爆転シュート ベイブレード（ジュディ）
- 爆転シュート ベイブレード2002（ジュディ）
- 爆転シュート ベイブレードGレボリューション（ジュディ）
- 美少女戦士セーラームーン（木野まこと／セーラージュピター）
- 美少女戦士セーラームーンR（木野まこと／セーラージュピター）
- 美少女戦士セーラームーンS（木野まこと／セーラージュピター）
- 美少女戦士セーラームーンSuperS（木野まこと／セーラージュピター）

### 劇場版アニメ
- 劇場版美少女戦士セーラームーンR（木野まこと／セーラージュピター）
- 劇場版美少女戦士セーラームーンS（木野まこと／セーラージュピター）
- 美少女戦士セーラームーンSuperS セーラー9戦士集結!ブラック・ドリーム・ホールの奇跡（木野まこと／セーラージュピター）
- ヘビーメタル
- ロックン・ルール（エンジェル）

### ゲーム
- 武蔵伝II ブレイドマスター（武蔵）
- ロックマンDASH 鋼の冒険心（アメリア）
- ロックマンDASH2 エピソード2 大いなる遺産（ロックマン）

### 映画
- きかんしゃトーマス 魔法の線路（ジェームスの声）
- ラビッド（ミンディ、クローネンバーグ監督）